# Diners Club International
Diners Club International (заснована як англ. Diners Club) — компанія, що випускає пластикові картки. Заснована 28 січня 1950 Френком К. Макнамарою, Альфредом Блумінгдейлом і Ральфом Снайдером. Після свого утворення стала першою в світі незалежною кредитною компанією, яка почала працювати з кредитними картками, орієнтованими в першу чергу для оплати подорожей та розваг.

## Історія
У 1949 Френк Макнамара, директор кредитної компанії Hamilton Credit Corporation, не зміг розплатитися за вечерю в нью-йоркському ресторані, оскільки виявив, що залишив гаманець в іншому піджаку. Результатом незручної ситуації стала ідея заснувати англ. Diners Club - клуб ресторанних завсідників. Мета — дати можливість відвідувачам не обмежуватися готівкою, яка у них є при собі.
Суть: клуб видає своїм членам кредитні картки для розрахунку в ресторанах, які уклали з ним договір; виступає поручителем за зобов'язаннями своїх членів перед торговими партнерами та оплачує виставлені рахунки; члени клубу раз на місяць отримують виписку по виконаних транзакціях і протягом двох тижнів виплачують клубу всю суму. При цьому частину операційних витрат повинен нести партнер клубу (картка збільшує його виручку за відсутності ризику), для чого була введена комісія (5-7% від суми покупки), яку виплачував продавець, який приймає картку, її емітенту, і щорічний збір за випуск та обслуговування картки ($5). Компанія Diners Club почала свою діяльність 28 січня 1950 з початковим капіталом в 75 тис. доларів.
Картки являли собою паперовий прямокутник та спочатку поширювалися серед постійних клієнтів ресторанів та друзів засновників. До кінця 1950 в компанії було близько 20 тис. клієнтів, картки приймалися в 285 ресторанах.
З середини 1950-х компанія почала міжнародну діяльність, ставши першою міжнародною платіжною системою, що працює з кредитними картками.
У 1955 компанія Diners Club вийшла на Американську фондову біржу.
У 1981 Diners Club придбана Сітібанком, що входять в Citigroup.
У 2004 почалася співпраця між Diners Club і MasterCard. Пластикові картки Diners Club, випущені в США і Канаді, отримали логотип MasterCard та 16-значний номер рахунку. Вони можуть використовуватися в будь-якій точці, що приймає картки MasterCard.
1 липня 2008 Diners Club International продана за 165 млн. доларів компанії Discover Financial Services. У травні 2008 року Федеральна торгова комісія схвалила транзакцію, а 1 липня 2008 року вона була завершена.

## Придбання Банком Монреаля
У листопаді 2009 Сітібанк оголосив, що північноамериканська франшиза Diners Club International буде продана Bank of Montreal. Угода давала Банку Монреаля ексклюзивні права на видачу карток Diners в США і Канаді. У той час банк повідомляв, що Diners Club добре вписується в існуючий бізнес комерційних карток, додаючи, що комерційні картки залишаються одним з найбільш швидко зростаючих сегментів в бізнесі кредитних карток.

## Швейцарська та німецька франшиза
По угоді, закритою 6 серпня 2010, Сітібанк продав швейцарську та німецьку франшизи приватній інвестиційній групі, очолюваною Anthony J. Helbling.

## Британська та ірландська франшиза
7 серпня 2012 Citigroup Inc. оголосила про продаж франшизи Diners Club у Великій Британії та Ірландії приватній інвестиційній групі Affiniture Cards Ltd.

## Бразильська франшиза
21 листопада 2018 року було оголошено, що Diners Club International та бразильська карткова асоціація Elo розширюють своє партнерство: вони запустили картки Elo Diners Club International у Бразилії. Картки працюють через глобальну мережу Discover Global Network і приймаються до оплати в 42 мільйонах торгових точок і 2 мільйонах банкоматів у понад 190 країнах і територіях.